# واين ارين
واين ارين (بالإنجليزية: Wayne Warren)‏ هو لاعب دارت بريطاني، ولد في 6 ديسمبر 1962 في ويلز في المملكة المتحدة.

## وصلات خارجية
- واين ارين على موقع DartsDatabase.co.uk (الإنجليزية)